# Spremenljiva meglica
Spremenljive meglice so reflekcijske meglice, ki odsevajo svetlobo spremenljive zvezde, zato tudi same spreminjajo sij.